# Zbigniew Puzewicz
Zbigniew Puzewicz (ur. 14 lutego 1930 w Wilnie, zm. 29 marca 2018 w Warszawie) – polski inżynier i wynalazca, profesor nauk technicznych, nauczyciel akademicki. Naukowiec specjalizujący się w technice mikrofalowej, elektronice kwantowej i technice laserowej. Twórca pierwszych polskich laserów, pionier zastosowania technologii laserowej w medycynie, technice wojskowej i gospodarce. Kierował zespołami, które opracowały przenośny przeciwlotniczy zestaw rakietowy Grom i Piorun. Oficer Wojska Polskiego (w stopniu pułkownika), poseł na Sejm IX i X kadencji.

## Życiorys

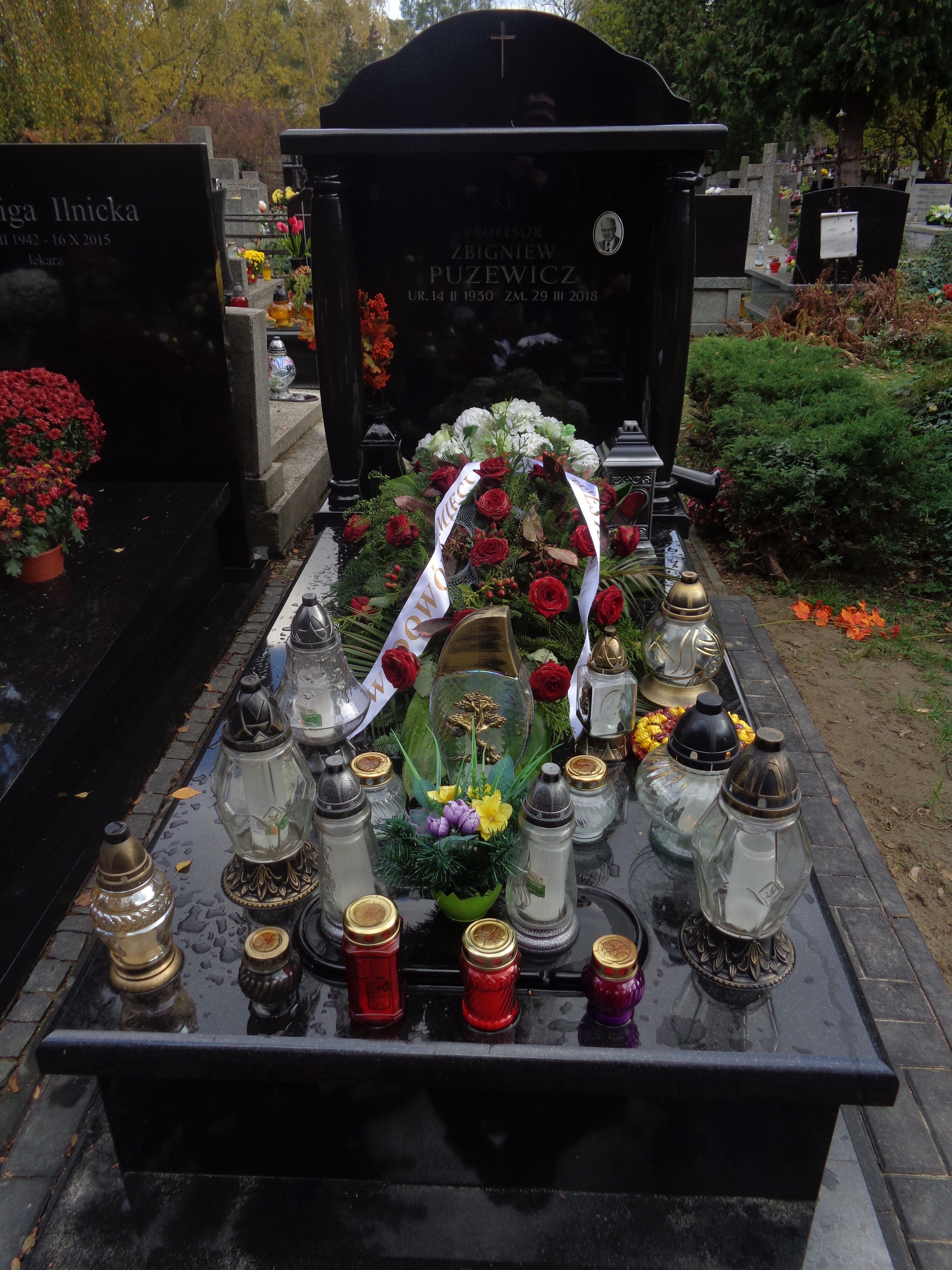
Grób Zbigniewa Puzewicza na Cmentarzu Wojskowym na Powązkach

Dzieciństwo i wczesną młodość spędził w Wilnie. Po zakończeniu II wojny światowej został repatriowany z rodziną do Gdańska.
W 1948 rozpoczął studia oraz służbę wojskową w kompanii akademickiej przy Politechnice Gdańskiej na Wydziale Elektrycznym. W 1951 ukończył studia pierwszego stopnia na Wydziale Łączności Politechniki Gdańskiej, uzyskując w styczniu 1952 tytuł zawodowy inżyniera elektryka z wynikiem bardzo dobrym. W 1951 został skierowany do nowo utworzonej Wojskowej Akademii Technicznej, gdzie rozpoczął pracę jako starszy laborant w Katedrze Podstaw Radiotechniki. W 1952 został wykładowcą, a dwa lata później objął stanowisko starszego asystenta. Pracę magisterską obronił z wyróżnieniem w Wojskowej Akademii Technicznej w 1956. W październiku tego samego roku został adiunktem w Katedrze Podstaw Radiotechniki, a następnie objął stanowisko starszego wykładowcy. Od 1956 do 1960 kierował Zakładem Techniki Fal Ultrawielkich Częstotliwości. W grudniu 1960 Zbigniew Puzewicz uzyskał stopień naukowy doktora nauk technicznych. W 1961 objął kierownictwo nad Katedrą Podstaw Radiotechniki (przekształconą w 1969 na Katedrę Układów Elektronicznych i Elektroniki Kwantowej). 10 lipca 1970 Zbigniew Puzewicz uzyskał tytuł profesora nadzwyczajnego, zaś 10 marca 1978 profesora zwyczajnego. W latach 1971–1975 koordynował całość prac w zakresie techniki laserowej w ramach realizacji krajowego problemu węzłowego 06.2.3 zatytułowanego Rozwój badań, opracowanie konstrukcji i budowa urządzeń laserowych. W 1967 Zbigniew Puzewicz zorganizował Instytut Elektroniki Kwantowej WAT i pełnił funkcję jego komendanta do 1994. Po przejściu do rezerwy w stopniu pułkownika objął kierownictwo Zespołu Elektroniki Kwantowej.
Od 1947 był członkiem Polskiej Partii Robotniczej, a następnie działaczem Polskiej Zjednoczonej Partii Robotniczej. Z ramienia PZPR w latach 1985–1991 sprawował mandat posła IX i X kadencji. Do Sejmu kontraktowego wszedł z okręgu koszalińskiego, w trakcie kadencji współtworzył Klub Posłów Wojskowych. W 1993 bez powodzenia kandydował do parlamentu z listy Bezpartyjnego Bloku Wspierania Reform.
Pochowany na cmentarzu Wojskowym na Powązkach w Warszawie (kwatera FIII/11/8).

## Działalność dydaktyczna
Działalność dydaktyczną na Wojskowej Akademii Technicznej Zbigniew Puzewicz rozpoczął w 1952. Objął wówczas prowadzenie przedmiotu podstawy radiotechniki na Fakultecie Łączności. W 1954 prowadził wykłady z teoretycznych podstaw radiotechniki na kursie magisterskim, na którym był jednocześnie słuchaczem. W latach 1952–1956 przeprowadził około 3000 godzin wykładów i ćwiczeń. Po objęciu stanowiska kierownika Zakładu Techniki Fal Ultrawysokich Częstotliwości w 1956 prowadził wykłady z teorii pola elektromagnetycznego i techniki fal ultrakrótkich.
W trakcie wieloletniej działalności dydaktycznej prowadził wykłady i ćwiczenia laboratoryjne z różnych przedmiotów związanych z radiotechniką, m.in. podstaw radiotechniki, podstaw teorii pola i techniki ultrawielkich częstotliwości, teorii pola elektromagnetycznego i techniki fal ultrakrótkich, elektroniki kwantowej, przyrządów próżniowych. Kierował kilkudziesięcioma pracami dyplomowymi z zakresu radiotechniki, techniki ultrawielkich częstotliwości i elektroniki kwantowej. W latach 1960–1961 uczestniczył w przebudowie programów nauczania na Wydziale Elektroradiotechnicznym, przekształconym następnie w Wydział Elektroniki WAT. W utworzonym Instytucie Elektroniki Kwantowej organizował seminaria naukowe, staże doskonalące i studia doktoranckie (dla specjalistów z kraju i zagranicy) w nowej wówczas dziedzinie – elektronice kwantowej.
Zbigniew Puzewicz wielokrotnie był zapraszany do udziału w zagranicznych konferencjach naukowych w charakterze członka komitetu naukowego oraz eksperta w międzynarodowych komisjach. W 1975 profesorowie Janusz Groszkowski i Bohdan Paszkowski stwierdzili, że ze względu na znaczące oddziaływanie osiągnięć na kształtowanie i rozwój ogółu pracowników nauki w kraju, prof. Zbigniew Puzewicz jest twórcą szkoły w zakresie nauki i techniki laserowej wraz z jej szerokimi aplikacjami w wielu dziedzinach. Był członkiem różnych komitetów naukowych Polskiej Akademii Nauk. Był autorem lub współautorem około dwustu publikacji naukowych, a także recenzentem licznych wniosków o nadanie tytułu profesora, autorem kilkudziesięciu recenzji rozpraw habilitacyjnych i prac doktorskich w instytucjach naukowych (takich jak Instytut Podstawowych Problemów Techniki PAN, Instytut Maszyn Przepływowych PAN, Uniwersytet Mikołaja Kopernika w Toruniu, Uniwersytet im. Adama Mickiewicza w Poznaniu i innych). Był promotorem dwudziestu przewodów doktorskich. Uzyskał członkostwo w Towarzystwie Naukowym Warszawskim i Akademii Inżynierskiej w Polsce.

## Działalność naukowo-badawcza

### Mikrofale i lasery
W 1956 podjął prace badawcze w zakresie teorii i praktyki wykorzystania linii paskowych w układach mikrofalowych. Tematyka związana z propagacją fal elektromagnetycznych była przedmiotem jego pracy magisterskiej oraz doktorskiej (zatytułowanej Rodzaje falowodowe w otwartych strukturach przesyłowych), a także szeregu publikacji i wystąpień na konferencjach naukowych. W pracach tych, bazując na współczesnych metodach matematycznych (metodach przestrzeni Hilberta), sformułowano warunki oraz dowody istnienia rodzajów falowodowych w otwartych mikrofalowych strukturach przesyłowych. Pozwoliło to na wyznaczanie rodzajów falowodowych w liniach paskowych, dając w ten sposób podstawy do inżynierskiego projektowania wykorzystywanych mikrofalowych linii i anten paskowych.
W 1961 po objęciu Katedry Podstaw Radiotechniki zainicjował i kierował pracami nad szerokopasmowymi odbijaczami radiolokacyjnymi oraz metodami maskowania i pozoracji radiolokacyjnej dużych obiektów. Wyniki prac wykorzystano przy produkcji seryjnej odbijaczy radiolokacyjnych. W latach 1961–1962 zespół kierowany przez Zbigniewa Puzewicza podjął prace nad maserami przeznaczonymi do łączności satelitarnej oraz łączności radiowej dalekiego zasięgu. Prace te dotyczyły badań rezonansu paramagnetycznego w kryształach rubinu, konstrukcji maserów rezonatorowych i z falą bieżącą, pracujących w temperaturze ciekłego azotu i helu. Zespół ten przy współpracy z Katedrą Urządzeń Mikrofalowych uruchomił w lutym 1963 rezonatorowy mikrofalowy wzmacniacz kwantowy – maser pracujący w paśmie X (długość fali 3 cm) z pompowaniem w paśmie Ka (długość fali 8 mm). Opracowanie i uruchomienie masera rubinowego stanowiło znaczące osiągnięcie naukowe i konstrukcyjne w skali światowej.
Następnie Zbigniew Puzewicz wraz ze swoim zespołem we współpracy z Katedrą Urządzeń Mikrofalowych kierowaną przez Kazimierza Dzięciołowskiego podjął prace badawcze nad laserami wykorzystującymi emisję wymuszoną do generacji promieniowania koherentnego. Ich zwieńczeniem było uruchomienie 20 sierpnia 1963 (dwa lata po uruchomieniu pierwszego lasera na świecie) pierwszego w Polsce lasera helowo-neonowego, generującego promieniowanie podczerwone o długości fali 1,15 μm. Ten sam zespół przeprowadził we wrześniu 1963 eksperyment przesłania głosu na odległość za pomocą lasera He-Ne. 7 listopada 1963 zespół Zbigniewa Puzewicza uruchomił pierwszy w Polsce laser na ciele stałym – laser rubinowy. Bazując na laserze rubinowym, zespół ten opracował w 1964 pierwszy w Europie koagulator laserowy do mikrochirurgii okulistycznej. Z jego pomocą przeprowadzona została w kwietniu 1965 pierwsza w Europie operacja „przyklejenia” siatkówki w oku pacjenta.
Prace omawiające konstrukcje i własności polskich laserów były referowane i omawiane na licznych konferencjach naukowych (krajowych i zagranicznych). Z uwagi na ich nowatorski charakter były przedmiotem zainteresowania placówek badawczych w kraju i zagranicą. Modele tych urządzeń były eksponowane od 1964 na wystawach krajowych i zagranicznych (m.in. w Poznaniu, Lipsku i Wiedniu). 25 października 1966 został uruchomiony pierwszy laser molekularny dużej mocy (200W). W 1967 wytworzono serię produkcyjną tych laserów w Zakładzie Produkcji Doświadczalnej WAT i przekazano do badań z perspektywą zastosowania laserów w przemyśle (przy cięciu i spawaniu materiałów). Za udział w opracowaniu wykonaniu i wprowadzeniu do produkcji laserów molekularnych dużej mocy Komitet Nagród Państwowych przyznał w 1968 zespołową nagrodę państwową II stopnia w dziedzinie techniki.
W 1971 utworzono Problem Węzłowy 06.2.3 pod tytułem Rozwój badań, opracowanie konstrukcji i budowa urządzeń laserowych. Oprócz Instytutu Elektroniki Kwantowej WAT w pracach nad nim uczestniczyło 27 jednostek badawczych (politechniki, uniwersytety oraz instytuty) z całej Polski. Zbigniew Puzewicz, opracowując jego założenia oraz kierując nim, wniósł zasadniczy wkład w proces stworzenia w kraju podstaw nowej gałęzi nauki i aplikacji techniki laserowej. Prowadzone przez szereg lat prace umożliwiły wdrożenie urządzeń laserowych dla wielu dziedzin nauki (w tym medycyny), a także przemysłu i obronności.

### Lasery w medycynie
Prace w zakresie medycznych zastosowań laserów podjęte przez Zbigniewa Puzewicza, po uruchomieniu pierwszych laserów na ciele stałym (rubinowego i YAG-Nd) oraz laserów molekularnych, zapoczątkowały badania w zakresie medycznych zastosowań laserów w Europie. Koagulator laserowy dedykowany był przede wszystkim mikrochirurgii okulistycznej i stosowany w leczeniu odklejeń siatkówki, do przypalania na dnie oka krwawiących naczyń siatkówki, przy schorzeniach cukrzycowych i gruźliczych, jak również w stanach chorobowych, w których dotychczasowe postępowanie chirurgiczne było niemożliwe. Opracowanie i zastosowanie w praktyce koagulatora laserowego było znaczącym osiągnięciem polskiej nauki na skalę światową, był on pierwszym tego typu urządzeniem w Europie. W 1965 koagulator został opatentowany i skierowany do produkcji seryjnej w Centralnym Laboratorium Optyki. W latach 1965–1975 powstało siedem typów koagulatorów okulistycznych. Urządzenia te były wykorzystywane w klinikach okulistycznych. W samej Klinice Chorób Oczu Akademii Medycznej w Warszawie zoperowano z ich pomocą 6000 pacjentów w latach 1965–1978.
Zbigniew Puzewicz był inicjatorem oraz kierował nowatorskimi badaniami w zakresie oddziaływania promieniowania laserowego na komórki i tkanki żywe, które doprowadziły do powstania również pionierskich w Europie laserów medycznych CO2. Prace te obejmowały:
- opracowanie w 1978 pierwszego w Polsce i przekazanego do Wojskowej Akademii Medycznej w Warszawie chirurgicznego lancetu laserowego na CO2 służącego do przeprowadzania operacji na tkankach mocno ukrwionych, cięcia i odparowywania tkanek miękkich oraz koagulacji naczyń krwionośnych w obrębie rozległych pól operacyjnych;
- przeprowadzenie 21 czerwca 1978 pierwszej w Polsce operacji chirurgicznej z wykorzystaniem lancetu chirurgicznego na CO2 w Instytucie Chirurgii Centrum Kształcenia Podyplomowego Wojskowej Akademii Medycznej w Warszawie; operacja ta zostało uznana przez PAP za najważniejsze wydarzenie tegoż roku w polskiej nauce i technice;
- skonstruowanie laserowego lancetu laryngologicznego do zabiegów mikrochirurgicznych krtani, który przekazano w 1983 do Kliniki Otolaryngologii Akademii Medycznej w Warszawie i którym do 1990 wykonano z powodzeniem ponad 2300 operacji;
- zainicjowanie w 1991 prac badawczych i kierowanie projektem badawczym pt. Zastosowanie promieniowania laserowego do fotodynamicznej diagnozy i terapii nowotworów.

Zbigniew Puzewicz jako autor i współautor opublikował również szereg prac naukowych dotyczących zastosowania laserów w medycynie.

### Lasery w przemyśle i nauce
Pod kierunkiem Zbigniewa Puzewicza opracowano i wyprodukowano krótkie serie laserów (He-Ne, molekularnych CO2, energetycznych laserów gazowych i na ciele stałym) na potrzeby gospodarki i nauki. Wszystkie te urządzenia znalazły zastosowania m.in. do budowy szybów i chodników kopalnianych, masztów radiowych i toru wodnego Portu Północnego. Lasery szkolne i spektrometry laserowe były wykorzystywane w szkolnictwie i nauce. Minister nauki, szkolnictwa wyższego i techniki oraz prezes Polskiej Akademii Nauk przyznali Zbigniewowi Puzewiczowi w 1973 Nagrodę Specjalną w Roku Nauki Polskiej za kierowanie zespołem i udział w opracowaniu i wykonaniu modeli dwóch rodzajów impulsowych laserów energetycznych dużej mocy – lasera molekularnego na dwutlenku węgla o ciśnieniu atmosferycznym (o mocy 3 GW i energii 200 J) oraz lasera na ciele stałym (szkło neodymowe).
Na przełomie lat 60. i 70. wieku pojawiła się teoretyczna możliwość zastosowania laserów w uzyskaniu syntezy termojądrowej. Badania w tym zakresie podjął Sylwester Kaliski, ówczesny komendant WAT, który zorganizował Zespół Analiz Teoretycznych i Zespół Fizyki Plazmy. Korzystając z dorobku kierowanego przez Zbigniewa Puzewicza Instytutu Elektroniki Kwantowej w zakresie laserów dużej mocy, w czerwcu 1973 przeprowadzono wspólny eksperyment Zespołu Analiz Teoretycznych, Zespołu Fizyki Plazmy, Instytutu Elektroniki Kwantowej oraz Instytutu Badań Jądrowych. Wyniki eksperymentu potwierdziły możliwość uzyskania generacji strumienia neutronów, świadczących o aktach syntezy jąder deuteru, poprzez użycie skoncentrowanej energii laserów. Dalsze analizy teoretyczne wykazały jednak, że praktyczna realizacja syntezy termojądrowej wymaga nieporównywalnie większej energii laserów, niż pierwotnie zakładano. Zbigniew Puzewicz zrezygnował z dalszych prac w tym zakresie, bowiem budowa laserów o takich mocach przekraczała ówczesne możliwości Instytutu Elektroniki Kwantowej. Jako członek zespołu badawczego otrzymał w 1973 Nagrodę Specjalną w Roku Nauki Polskiej przyznaną przez ministra nauki, szkolnictwa wyższego i techniki oraz prezesa PAN za uzyskanie wysokotemperaturowej plazmy dla mikrosyntezy, a także Zespołową Nagrodę Państwową I stopnia w dziedzinie nauki (za udział w pracach nad wytworzeniem wysokotemperaturowej plazmy i nad laserową mikrosyntezą termojądrową).

### Technika laserowa i optoelektronika w systemach wojskowych
Opracowanie przez Zbigniewa Puzewicza laserów na ciele stałym (rubinowego i YAG-Nd) z modulacją dobroci umożliwiło powstanie nowatorskich konstrukcji w zakresie wojskowych zastosowań laserów. Prace te obejmowały:
- uruchomienie w 1966 pierwszego w Polsce dalmierza laserowego, nagrodzonego nagrodą zespołową II stopnia ministra obrony narodowej za prace w zakresie sprzętu specjalnego wojsk. Dalmierz laserowy DA-1 Portland wszedł do produkcji w 1984 w Przemysłowym Centrum Optyki, do 1990 wyprodukowano 147 jego egzemplarzy. Konstrukcja ta oparta była wyłącznie na technologiach opracowanych w kraju – unikatowych głowicach laserowych i układach optoelektronicznych. Był to pierwszy artyleryjski dalmierz laserowy w państwach Układu Warszawskiego;
- opracowanie i wdrożenie systemu ostrzegania przed opromieniowaniem laserowym Bobrawa, wykrywającego promieniowanie dalmierzy laserowych (czołgowych i artyleryjskich) i oświetlaczy laserowych (wszystkich typów). Był on częścią systemu obrony czołgu przed atakiem pociskami artyleryjskimi, rakietami przeciwpancernymi i bombami naprowadzanymi na cel oświetlony laserem. Urządzenie wskazywało kierunek wykrytego źródła promieniowania, jego typ oraz w zależności od trybu pracy pozwalało na postawienie zasłony dymnej w trybie automatycznym lub ręcznym, chroniąc czołg przed atakiem. W latach 1985–1988 Przemysłowe Centrum Optyki wyprodukowało 681 egzemplarzy systemu Bobrawa dla czołgu T-55AM oraz 78 egzemplarzy na eksport. Bobrawa była pierwszym takim systemem w Europie;
- opracowanie systemu kierowania ogniem czołgu T-55[23]. System kierowania ogniem SKO Merida[24] wyposażony był w pasywny kanalikowy wzmacniacz obrazu (pierwszy taki celownik w państwach Układu Warszawskiego) i czołgowy dalmierz laserowy. System wyróżniał się użyciem mikroprocesora w przeliczniku danych ogniowych (pierwszy cyfrowy przelicznik w państwach Układu Warszawskiego). Na potrzeby konstrukcji Merida opracowano nowoczesny układ nadawczo-odbiorczy dalmierza laserowego, całkowicie oparty na technologiach IEK WAT oraz opracowano system stabilizacji pionowej celownika optycznego. W latach 1986–1990 Przemysłowe Centrum Optyki wyprodukowało 601 egzemplarzy systemu dla Wojska Polskiego;
- opracowanie cyfrowego systemu kierowania ogniem dla czołgu T-72 Drawa oraz wersji z celownikiem termalnym Drawa-T. W latach 1991–2002 Przemysłowe Centrum Optyki wyprodukowało 249 egzemplarzy SKO Drawa (czołg PT-91 Twardy), w tym 202 egzemplarze z celownikiem termowizyjnym. SKO Drawa był pierwszym na świecie cyfrowym i termowizyjnym systemem kierowania ogniem czołgu T-72, miał jednocześnie pełną zdolność do prowadzenia działań całodobowych.

W 1991 Zbigniew Puzewicz rozpoczął w Instytucie Elektroniki Kwantowej WAT realizację projektu badawczego pt. Badania i optymalizacja układów odbiorczych promieniowania laserowego i w podczerwieni. Prace te zapoczątkowały opracowanie Przenośnego Przeciwlotniczego Zestawu Rakietowego (PPZR) Grom. Zainicjował i brał udział w opracowaniu strategicznego programu rządowego Nowoczesne Technologie dla Potrzeb Obrony Przeciwlotniczej Wojsk i Obiektów, obejmującego opracowanie i wdrożenie do produkcji przenośnego zestawu rakietowego o kryptonimie Grom. Zespół kierowany przez Zbigniewa Puzewicza podjął tematykę modelowania, pomiarów telemetrycznych oraz sposobów sterowania obrotowych rakiet przeciwlotniczych bardzo krótkiego zasięgu. Opracowane modele teoretyczne i algorytmy sterowania umożliwiły podjęcie prac nad nowoczesnymi systemami detekcji i sterowania. W wyniku tych prac powstały modele i prototypy głowicy samonaprowadzającej oraz algorytmy układów startowych. Opracowano i wdrożono do produkcji m.in.:
- technologię detektorów podczerwieni, zarówno chłodzonych, jak i niechłodzonych,
- metody regulacji koordynatorów i żyroskopów głowicy samonaprowadzającej (GSN),
- system integracji i sterowania rakiet Grom dla samobieżnego przeciwlotniczego zestawu rakietowego Poprad[26], przeciwlotniczego zestawu artyleryjsko-rakietowego ZU-23-2TG Jodek, przeciwlotniczego zestawu artyleryjsko-rakietowego ZU-23-2SP Pilica[27] i przeciwlotniczego samobieżnego zestawu artyleryjsko-rakietowego ZSU 23-4MP Biała.

PPZR Grom zaczął być produkowany seryjnie w 2000 (całkowicie w Polsce) na potrzeby Wojska Polskiego oraz kontrahentów zagranicznych, stanowiąc podstawową przeciwlotniczą rakietową broń krótkiego zasięgu o cechach inteligentnych. W 1999 konstrukcja ta otrzymała nagrodę Defender na Międzynarodowym Salonie Przemysłu Obronnego. W kierowanym przez profesora Zespole Elektroniki Kwantowej WAT opracowano i wdrożono do produkcji w Mesko S.A. urządzenie szkolno-treningowe UST-1, pozwalające na szkolenie obsługi PPZR Grom w strzelaniu do realnych celów powietrznych w obecności zakłóceń, imitatorów celów powietrznych i pozorowanych celów powietrznych. Urządzenie to znalazło się na wyposażeniu Wojska Polskiego. W 2000 UST-1 otrzymało nagrodę Defender.
W 2007 Zbigniew Puzewicz zainicjował prace nad opracowaniem rakiety przeciwlotniczej Piorun. Kierowany przez niego Zespół Elektroniki Kwantowej Instytutu Optoelektroniki WAT opracował koncepcję oraz sformułował założenia modernizacji. Pod jego kierunkiem w zakładach przemysłu obronnego powstały unikatowe rozwiązania techniczne i technologiczne obejmujące najistotniejsze zespoły optoelektroniczne i elektroniczne pocisku ze szczególnym uwzględnieniem toru optoelektronicznego, zespołu detekcyjno-sterującego, laserowego zapalnika zbliżeniowego oraz adaptacji celownika dziennego i termalnego. Opracowano również konstrukcję i technologię wytwarzania unikatowych w skali światowej fotodetektorów InSb i PbS, specjalistycznej optyki podczerwieni i nowoczesnych, hybrydowych przedwzmacniaczy. Uzyskano znaczące zwiększenie zasięgu wykrywania i skuteczności niszczenia celów. Przenośny Zestaw Rakietowy (PPZR) PIORUN otrzymał Nagrodę Prezydenta Rzeczypospolitej Polskiej dla produktu najlepiej służącego podniesieniu poziomu bezpieczeństwa żołnierzy Sił Zbrojnych RP. Został wdrożony do produkcji seryjnej w CRW Telesystem-Mesko Sp. z o.o. oraz Mesko S.A.
Od 2012 wraz z zespołem współpracowników zajął się opracowaniem:
- głowicy samonaprowadzającej na laserowe promieniowanie odbite od celu dla armato-haubicy 155mm Krab[33], moździerza 120 mm Rak, przeciwpancernego pocisku kierowanego Pirat,
- oświetlacza laserowego na potrzeby amunicji precyzyjnego rażenia z krajowym systemem autoryzacji,
- Mobilnego Systemu Rakietowego Kusza[34].

## Nagrody, wyróżnienia, odznaczenia
Ordery i odznaczenia
- Order Sztandaru Pracy II klasy (1989)
- Krzyż Komandorski Orderu Odrodzenia Polski (1983)
- Krzyż Oficerski Orderu Odrodzenia Polski (1972)
- Krzyż Kawalerski Orderu Odrodzenia Polski (1963)
- Złoty Krzyż Zasługi (1961)
- Złoty Medal „Siły Zbrojne w Służbie Ojczyzny” (1971)
- Srebrny Medal Siły Zbrojne w Służbie Ojczyzny (1963)
- Brązowy Medal Siły Zbrojne w Służbie Ojczyzny (1956)
- Srebrny Medal „Za zasługi dla obronności kraju” (1968)
- Brązowy Medal „Za zasługi dla obronności kraju” (1966)[9]
- Złoty Order Przyjaźni (Wietnam)
- Złoty Medal Braterstwa Broni (Węgry)

Nagrody i wyróżnienia
- Zespołowe Nagrody Ministra Obrony Narodowej I, II i III stopnia – siedmiokrotnie
- Zespołowe Nagrody Ministra Nauki i Szkolnictwa Wyższego – dwukrotnie
- Nagrody Przewodniczącego Komitetu Nauki i Techniki
- Zespołowe Nagrody Państwowe I i II stopnia
- Nagrody Rektorskie WAT – sześciokrotnie
- Nagrody Komendanta WAT
- Nagroda Kapituły Godności Honorowych WAT – wpis do Złotej Księgi Dokonań Wojskowej Akademii Technicznej (2002)
- Wyróżnienie honorowe Bene Meritus pro Industria Poloniae przyznane przez Polskie Lobby Przemysłowe im. Eugeniusza Kwiatkowskiego (2015)